# 尧沟村
尧沟村，是中华人民共和国山西省晋城市阳城县北留镇下辖的村。
2014年11月25日，尧沟村公布为第三批中国传统村落。
2019年1月21日，尧沟村公布为第七批中国历史文化名村。